# سياسة ليبيا
السياسة في ليبيا حاليا في مرحلة انتقالية.
نتيجة لانهيار حكومة القذافي في أغسطس 2011 بعد قيام ثورة 17 فبراير للمطالبة بالحقوق والحريات، ليبيا تحت الإدارة الفعلية للمجلس الوطني الانتقالي (NTC). تعهد NTC لتنظيم انتخابات ديمقراطية بحلول أبريل 2012، وتتوقع ليبيا لتتطور إلى ديمقراطية دستورية بحلول عام 2013.
ويخضع الفترة الانتقالية من الإعلان الدستوري الصادر في 3 أغسطس 2011.
== المجلس الوطني الانتقالي == و 
المجلس الوطني الانتقالي هو هيئة شكلتها قوات المكافحةالقذافي المضادة للخلال الحرب الأهلية الليبية. وأعلن تشكيله في مدينة بنغازي في 27 فبراير 2011، والغرض المقصود منه هو بمثابة «الوجه السياسي للثورة». في بعض وسائل الإعلام، ويشار إليها باسم المجلس الوطني الليبي أو المجلس الوطني الليبي. في 5 مارس، أصدر المجلس بيانا أعلن فيه نفسه ليكون «الممثل الوحيد في جميع أنحاء ليبيا». المجلس تشكيل هيئة إدارية مؤقتة في 23 مارس اذار. اعتبارا من 20 أكتوبر أعلنت 100 دولة الدعم الكامل للمجلس بقطع جميع العلاقات مع حكم القذافي والاعتراف المجلس الوطني الانتقالي باعتباره الممثل الشرعي لليبيا.
في 3 أغسطس 2011، أصدرت NTC على الإعلان الدستوري الذي يعلن قيام دولة ليبيا كدولة ديمقراطية مع الإسلام كدين للدولة، والتي تكفل الدولة سيادة القانون والقضاء المستقل وكذلك الحقوق الأساسية الإنسانية والمدنية (بما في ذلك حرية الدين وحقوق المرأة)، والذي يتضمن أحكاما لمرحلة الانتقال إلى جمهورية رئاسية مع الجمعية وطنية منتخبة ودستور تتمتع بالشرعية الديمقراطية بحلول عام 2013. وتدعو الخطة المذكورة لNTC لتشكيل حكومة مؤقتة بحكم القانون ومقرها في طرابلس خلال 30 يوما من «التحرير» وإجراء انتخابات لمؤتمر وطني عام ليحل محله في غضون 240 يوما. سوف انتخاب المجلس الوطني الانتقالي ثم رئيس للوزراء خلال 30 يوما وتعيين جمعية تأسيسية لصياغة دستور خلال 60 يوما، تخضع لموافقة من قبل المجلس الوطني الانتقالي وعن طريق الاستفتاء في غضون 30 يوما من ذلك. وفقا للدستور تمت الموافقة عليها، سوف يعين المجلس الوطني الانتقالي ثم لوحة الانتخابات للإشراف على انتخابات حرة لتشكيل حكومة تمثيلية في غضون أيام 210. عند تشكيل هذه الحكومة في غضون 30 يوما من انتخابه، سوف يحل المجلس الوطني الانتقالي.
أعلن نائب رئيس مجلس الإدارة عبد الحفيظ Ghoga ليبيا أن تكون «المحررة» في 23 أكتوبر 2011، الإعلان عن النهاية الرسمية للحرب. وقال رئيس مصطفى عبد الجليل ليبيا ستتحول إلى الديمقراطية الإسلامية في أعقاب وفاة القذافي، على الرغم من أن يحدد مدى تأثير الشريعة الإسلامية من قبل المشرعين المنتخبين. Ghoga أكد في وقت لاحق أن ليبيا سوف تستمر في الالتزام بجميع الاتفاقات الدولية التي كان الموقعة قبل الانتفاضة.

## الأطراف السياسية والانتخابات
وحظرت الأحزاب السياسية في ليبيا من عام 1972 حتى انهيار حكومة القذافي، وجميع الانتخابات كانت غير حزبية وفقا للقانون. ومع ذلك، خلال الثورة، جعلت NTC إدخال الديمقراطية التعددية حجر الزاوية في جدول أعماله. في يونيو 2011، قال سيف الإسلام القذافي والده سيوافق على إجراء انتخابات عامة مراقبة دوليا، وسيتنحى إذا خسر لهم، لكنه رفض عرضه من قبل المتمردين وتجاهلها من قبل مجلس الأمن الدولي.
المجلس الوطني الانتقالي قالت انها ستنظم انتخابات بحلول منتصف عام 2012. وقد تم الإعلان عن تأسيس الأحزاب السياسية التالية منذ سقوط الجماهيرية العربية الليبية.
في 7 تموز 2012، الهيئة التشريعية - انتخب - في المؤتمر الوطني العام. هناك 2501 مرشحين لمقاعده البالغ عددها 200 - 136 من الأحزاب السياسية التي لو 64 للمرشحين المستقلين. واعتبرت نحو 300 مرشحين المشاهدات unnaceptable وإزالتها من قائمة المرشحين، يشتبه في تعاطفهم مع قوات هزم الجماهيرية. كما تم اعتماد المراكز التي نظمت في المدن الأوروبية مع المجتمعات الكبيرة مثل برلين الليبية وباريس، وذلك للسماح للمواطنين ليبيين هناك للإدلاء بأصواتهم. وأظهرت النتائج الأولية للتصويت قوات التحالف الوطني (NFA) حزب بأنه الأوفر حظا. وقاد محمود جبريل NFA.
فإن المؤتمر الوطني العام اختيار أعضاء المؤتمر الدستوري.

### قائمة الأحزاب بمقاعد في المجلس الوطني العام
- حزب تحالف القوى الوطنية
- حزب العدالة والبناء[10]
- حزب الوطن[11]
- وادي حياة الحزب
- الاتحاد من أجل الوطن
- الحزب الديمقراطي
- حزب الوطن[12][13]
- حزب الإصلاح والتنمية[14]
- الحزب الاتحادي الليبية[15]

## المشاركة في المنظمات الدولية
وتعهد المجلس الوطني الانتقالي على الوفاء بالالتزامات الدولية في ليبيا حتى انتخابات 2012.
ليبيا عضو في ABEDA، مصرف التنمية الأفريقي، AFESD، AL، AMF، اتحاد المغرب العربي، AU، مجلس الوحدة الاقتصادية العربية، اللجنة الاقتصادية لأفريقيا، منظمة الأغذية والزراعة، G-77، الدولية للطاقة الذرية، IBRD، منظمة الطيران المدني الدولي، المؤسسة الدولية للتنمية، البنك الإسلامي للتنمية، الصندوق، مؤسسة التمويل الدولية، IFRCS، منظمة العمل الدولية، صندوق النقد الدولي، IMO، إنمارسات، انتلسات، الإنتربول، اللجنة الأولمبية الدولية، ISO، ITU، البعثة، نام، أوابك، منظمة المؤتمر الإسلامي، أوبك، PCA، الأمم المتحدة، الأونكتاد، اليونسكو، مجلس حقوق الإنسان (مع وقف التنفيذ)، اليونيدو، الاتحاد البريدي العالمي، منظمة الجمارك العالمية، WFTU، منظمة الصحة العالمية، الويبو، WMO، UNWTO وUNHABITAT.

## السياسة الليبية في ظل حكومة القذافي
بعد ارتفاعه في الأصل إلى السلطة من خلال الجيش انقلاب في عام 1969، والعقيد معمر القذافي أصبح هذا الحكم في ليبيا تركز بشكل متزايد على تعاليم له الكتاب الأخضر، الذي نشره في منتصف الفصل الفصل 1970s من قبل كأساس لشكل جديد من أشكال الحكومة. هذا ليبيا، كما يطلق عليه، كان يفترض شكلا من أشكال الديمقراطية المباشرة التي كانت متوازنة بين السلطة مؤتمر الشعب العام التي تتكون، من 2700 ممثلين عن الشعبية الأساسية لنواب وفاق، والتنفيذي اللجنة الشعبية العامة برئاسة الأمين العام للجنة الشعبية العامة، الذين وذكرت لرئيس الوزراء ورئيس الجمهورية. ومع ذلك، يحتفظ القذافي تقريبا جميع السلطات، والاستمرار في العمل والسيطرة على ما تبقى من المجلس العسكري وضع في عام 1969. تحت حكم القذافي، بما في ذلك خلال فترة الجماهيرية 1977 حتي 2011، تم الاعتراف على نطاق واسع باعتباره ليبيا غير حرة البلاد.

### الأرقام المطلوب
الانتربول يصدر في 4 مارس 2011 استنفار أمني بشأن «احتمال انتقال الأفراد والأصول الخطرة» على أساس قرار مجلس الأمن 1970، الذي فرض حظرا على السفر وتجميد الأصول. التحذير يسرد القذافي نفسه و15 عضوا رئيسيا لحكومته:
1. معمر القذافي: يأمر المسؤولية عن قمع المظاهرات وانتهاكات حقوق الإنسان.
2. الدكتور البغدادي المحمودي: رئيس مكتب الاتصال للجان الثورية. اللجان الثورية متورط في أعمال العنف ضد المتظاهرين.
3. أبو زيد عمر دوردة: مدير منظمة الأمن الخارجي. الحكومة الموالية. رئيس وكالة الاستخبارات الخارجية.
4. الرئيسية العامة أبو بكر يونس جبر: وزير الدفاع. عموما المسؤولية عن تصرفات القوات المسلحة.
5. عائشة القذافي: ابنة الزعيم الليبي معمر القذافي. التقارب تكوين الجمعيات مع الحكومة.
6. هانيبال معمر القذافي: ابن الزعيم الليبي معمر القذافي. التقارب تكوين الجمعيات مع الحكومة.
7. معتصم القذافي: مستشار الأمن الوطني. ابن معمر القذافي. التقارب تكوين الجمعيات مع الحكومة
8. السعدي القذافي: قائد القوات الخاصة. ابن معمر القذافي. التقارب تكوين الجمعيات مع الحكومة. قيادة الوحدات العسكرية المشاركة في قمع المظاهرات.
9. سيف الإسلام القذافي: مدير مؤسسة القذافي. ابن معمر القذافي. التقارب تكوين الجمعيات مع الحكومة. الجمهور التصريحات المثيرة تشجيع العنف ضد المتظاهرين.
10. عبد القادر يوسف دبري: رئيس الأمن معمر القذافي الشخصية. المسؤولية عن الأمن الحكومية. تاريخ توجيه العنف ضد المنشقين.
11. معتوق محمد معتوق: وزير للمرافق. العضو البارز في الحكومة. المشاركة مع اللجان الثورية. التاريخ الماضي بالتورط في قمع المعارضة والعنف.
12. سيد محمد القذافي السد: ابن العم معمر القذافي. في 1980s، وشارك في الحملة السيد اغتيال المنشق ويزعم أنهم مسؤولون عن عدة وفيات في أوروبا. ويعتقد أيضا أن يكونوا قد شاركوا في شراء الأسلحة.
13. خميس القذافي: ابن الزعيم الليبي معمر القذافي. التقارب تكوين الجمعيات مع الحكومة. قيادة الوحدات العسكرية المشاركة في قمع المظاهرات.
14. محمد القذافي: ابن الزعيم الليبي معمر القذافي. التقارب تكوين الجمعيات مع الحكومة.
15. سيف العرب القذافي: ابن الزعيم الليبي معمر القذافي. التقارب تكوين الجمعيات مع الحكومة.
16. العقيد عبد الله السنوسي: مدير الاستخبارات العسكرية. العسكرية تورط المخابرات في قمع المظاهرات. التاريخ الماضي يتضمن اشتباه في تورطه في مذبحة سجن أبو سليم. أدين غيابيا بتهمة تفجير الرحلة UTA. شقيق في القانون من الزعيم الليبي معمر القذافي.

وكان المجلس الوطني الانتقالي في المفاوضات مع الجزائر والنيجر البلدان، المجاورة التي أعضاء في الحكومة والقادة العسكريين المنشقين فروا، في محاولة لتأمين اعتقال وتسليم الساعدي القذافي وغيرها.
من هؤلاء المسؤولين، البغدادي المحمودي وأبو زيد عمر دوردة اعتقل،  بينما سيف العرب القذافي قتل من قبل الناتو غارة جوية خلال الحرب،  خميس القذافي كان الذين قتلوا في المعارك بعد سقوط من طرابلس،  ومعمر ومعتصم القذافي، وكذلك أبو بكر يونس، قتل خلال سقوط من سرت.

## وصلات خارجية
- Gaddafi Plays Quietly, But He's Still in the Game," The New York Times, 17 March 1991
- Chief of state and cabinet members, كتاب حقائق العالم، as of 17 March 2010
- Libya Government على مشروع الدليل المفتوح